# 佐藤友香 (1972年生のアナウンサー)
佐藤 友香（さとう ゆか、1972年5月19日 - ）は、東海ラジオ放送の元アナウンサー。

## 略歴
- 愛知県一宮市出身。血液型はA型。愛知淑徳大学卒業。1996年4月から2012年3月まで名古屋タレントビューロー所属の身分として東海ラジオ放送にアナウンサーとして在籍していた。なお入社前（学生時代）土曜どんどん大放送の電話受付のアルバイトをしていたことを明かしている。なお、退社とともにアナウンサー業も引退[注 1]。
- 個性的なキャラクターを持つアナウンサーが多い東海ラジオにおいて、冷静沈着で共演者を上手に立てるタイプのアナウンサーでワイド番組からミニ番組まで多彩な番組を担当した。また体験レポートを自身のフィールドワークとしている。言動（今はあまり使用しなくなった言葉などをしゃべった場合など）などを、佐藤とともに山浦ひさし 全力疾走を担当している山浦ひさしに突っ込まれることがある。

## 出演（東海ラジオ在籍時）

### 番組
- 源石和輝 モルゲン!!（2010年4月 - 2012年3月）
- 山浦ひさし 全力疾走（2007年4月 - 2010年3月）
- 2COOL!（2004年月・火曜日・2005年水曜日・2007年木曜日・2008年火曜日担当）
- ドクターワンポイントアドバイス（水曜日出演）
- 小島一宏 モーニングあいランド内『こちらトクダネ情報部』（水曜日出演）
- 源石和輝の土曜スタイル!内・高橋佳延・家作り御指南版（土曜日出演）
- 多田木deいただきラジオクルージング
- ヒッツ・サンデー
- 天野良春のラジオクルージング
- かにタク言ったもん勝ち内・中川喜誉治と達人たち

### CM
東海ラジオは退社したものの、出演したCMは2012年6月現在も放送されている。
- 黒川東、大垣中日ハウジングセンター　など